# Tetsuya Bushi
Tetsuya Bushi (nacido el 5 de abril de 1983) es un luchador profesional japonés, más conocido bajo el nombre de Bushi quien trabaja actualmente en la New Japan Pro-Wrestling (NJPW). Desde su debut en 2007, y también ha competido en México y Japón para compañías como All Japan Pro Wrestling (AJPW), International Wrestling Revolution Group (IWRG) y Consejo Mundial de Lucha Libre (CMLL). Actualmente es el Campeón en Parejas 6-man NEVER de Peso Abierto en su cuarto reinado.
Bushi ha sido una vez Campeón Peso Pesado Junior de la IWGP, una vez Campeón Mundial de Peso Wélter del CMLL, una vez Campeón en Parejas Peso Pesado Junior de la IWGP con Shingo Takagi, cuatro veces Campeón en Parejas 6-man NEVER de Peso Abierto.

## Carrera

### All Japan Pro Wrestling (2007-2012)
Tetsuya Shimizu se entrenó en el Dojo de AJPW con Animal Hamaguchi, además de recibir entrenamiento extra de Kaz Hayashi y Keiji Mutoh para su debut profesional en la lucha libre. Tras su debut, adoptó el nombre de T28, inspirado en el japonés Manga Tetsujin 28-go. Shimizu, cuando T28 luchó su primer combate el 12 de marzo de 2007, perdiendo contra Nobukazu Hirai en el partido inaugural de un programa All Japan Pro Wrestling (AJPW) en Gunma, Japón. Solo dos meses después de su debut, T28 participó en el "Tag Team Samurai! TV Cup Triple Arrow Tournament", formando equipo con los veteranos Satoshi Kojima y Taiyo Kea.
En la primera ronda derrotaron a un equipo conocido como Grappler, Susumu y Hanzo, antes de perder contra Katsuhiko Nakajima , Kensuke Sasaki y Seiya Sanada en la segunda ronda. En febrero de 2008, T28 se unió a Kushida para participar en el Torneo de Equipo de Etiqueta U-30, un torneo de una noche que contó con los mejores luchadores jóvenes de AJPW. El equipo derrotó a CJ Otis y Mototsugu Shimizu en la primera ronda, Kaji Yamato y Taishi Takizawa en la segunda ronda y al equipo de Daichi Kakimoto y Manabu Soya en la final para ganar el torneo U30 Tag Team.
A fines de 2008 se anunció que T28 emprendería una "excursión de aprendizaje" a México para ayudarlo a adquirir experiencia internacional, una tradición para muchos jóvenes luchadores japoneses. Luchó su último partido para AJPW el 19 de septiembre antes de viajar a México.

### New Japan Pro-Wrestling (2012-presente)

#### 2012-2013
El 16 de abril de 2012, New Japan Pro-Wrestling anunció que había llegado a un acuerdo con AJPW, que vería a Bushi intercambiar promociones en lo que se denominó "una transferencia de alquiler de un año". Bushi debutó como luchador de NJPW en el torneo Best of the Super Juniors de 2012 , donde ganó tres de sus ocho partidos de la etapa de round robin y terminó segundo en su bloque. El 21 de octubre, Bushi y el luchador mexicano Negro Casas ingresaron en el Super Jr. Tag Tournament 2012 como "Grupo Cibernético". Sin embargo, el equipo fue eliminado del torneo en la primera ronda por Suzuki-gun (Taichi & Taka Michinoku). El 15 de noviembre, Bushi participó en el torneo por el inaugural Campeonato de Peso Abierto NEVER , pero fue eliminado en su primer combate de ronda por Kengo Mashimo.  El 18 de enero de 2013, New Japan y Bushi celebraron una conferencia de prensa para anunciar que había firmado un contrato a tiempo completo.
El 7 de junio, la empresa mexicana Consejo Mundial de Lucha Libre (CMLL) de México , con la cual New Japan Pro-Wrestling tenía una relación de trabajo, anunció que Bushi, que trabajaba bajo el nombre de "Bushiroad", comenzaría su primera gira con el Promoción a la semana siguiente. En su lucha de regreso a México el 14 de junio, Bushiroad se unió a Guerrero Maya Jr. y Tritón derrotarán a Bobby Zavala, Namajague y Puma. En un rol inusual para los luchadores japoneses en CMLL, Bushiroad se posicionó como face, lo que llevó a Okumura de La Fiebre Amarilla a calificarlo de traidor por ir en contra de su propia gente. Bushi regresó a New Japan el 5 de septiembre.

#### 2014-2015
Del 30 de mayo al 6 de junio, Bushi participó en el torneo Best of the Super Juniors 2014, donde terminó con un récord de cuatro victorias y tres derrotas, con un pérdida contra Ricochet en el último día costándole un lugar en las semifinales. El 13 de octubre en King of Pro-Wrestling, Bushi desafió sin éxito a Chase Owens por el Campeón Mundial Peso Pesado Junior de la NWA de National Wrestling Alliance (NWA). El 19 de diciembre, Bushi sufrió un hematoma epidural, una neurapraxia del cordón cervical y una fractura de vértebras torácicas, que se estimó que lo dejaron fuera durante seis meses.
Bushi estaba listo para su regreso el 16 de agosto de 2015, pero el partido tuvo que posponerse, después de que rompió el suelo orbital en su ojo derecho mientras entrenaba. El regreso de Bushi se pospuso hasta el 21 de noviembre de 2015.

#### 2016-presente
Al día siguiente se reveló que esta era una storyline ya que Bushi acompañó a Tetsuya Naito y Evil a su lucha, uniéndose a su stable llamado Los Ingobernables de Japón (LIJ), cambiándose a heel.

### Consejo Mundial de Lucha Libre (2015-2016)
El 9 de diciembre, Bushi atacó a Máscara Dorada luego de que se negó a unirse a LIJ, se arrancó la máscara y se robó el cinturón del Campeonato Mundial de Peso Wélter del CMLL, estableciendo una futura lucha titular entre los dos. El 19 de diciembre, Bushi derrotó a Dorada con la ayuda de Evil para convertirse en el nuevo Campeón Mundial de Peso Wélter del CMLL. El 22 de enero de 2016 en FantasticaManía, Bushi perdió el título de vuelta a Dorada. 

## En lucha
- Movimientos finales
  - Ashiroad (Reverse figure-four leglock)[1]
  - Firebird Splash (450° splash)[2]
  - MX (Diving double knee facebreaker)[3]
- Movimientos en firma
  - Asian mist
  - Boston crab
  - Bushi Destroyer (Front flip piledriver)
  - Bushi Rocket (Suicide dive)
  - Bushi Roll (Backslide into a bridge)
  - Codebreaker (Double knee facebreaker)
  - Crossbody, sometimes from the top rope
  - DDT
  - Double knee backbreaker
  - Guillotine choke
  - Hangman's jumping DDT onto the apron
  - Headscissors takedown
  - Hurricanrana[4]
  - Lightning Spiral (Swinging fisherman neckbreaker)
  - Multiple kick variations
    - Drop, sometimes from the top rope
    - Enzuigiri, sometimes while rewinding
    - Pendulum overhead from out of the corner, as a counter to an oncoming opponent
    - Rolling wheel

  - Plancha transitioned into a hurricanrana
  - Reverse frankensteiner
  - Running double knee smash into an opponent seated in a corner
  - Spanish Fly (Moonsault slam)
  - Springboard corkscrew plancha[2]
  - STF
  - Swinging neckbreaker
- Con Hiromu Takahashi
  - Movimientos finales en equipo
    - Insurgentes[5] (Electric chair (Takahashi) / Diving double knee facebreaker (Bushi) combination)[6]
- Apodos
  - "Masked Bushido"[7]
  - "Shikkoku no Death Mask"[8]

## Campeonatos y logros
- All Japan Pro Wrestling

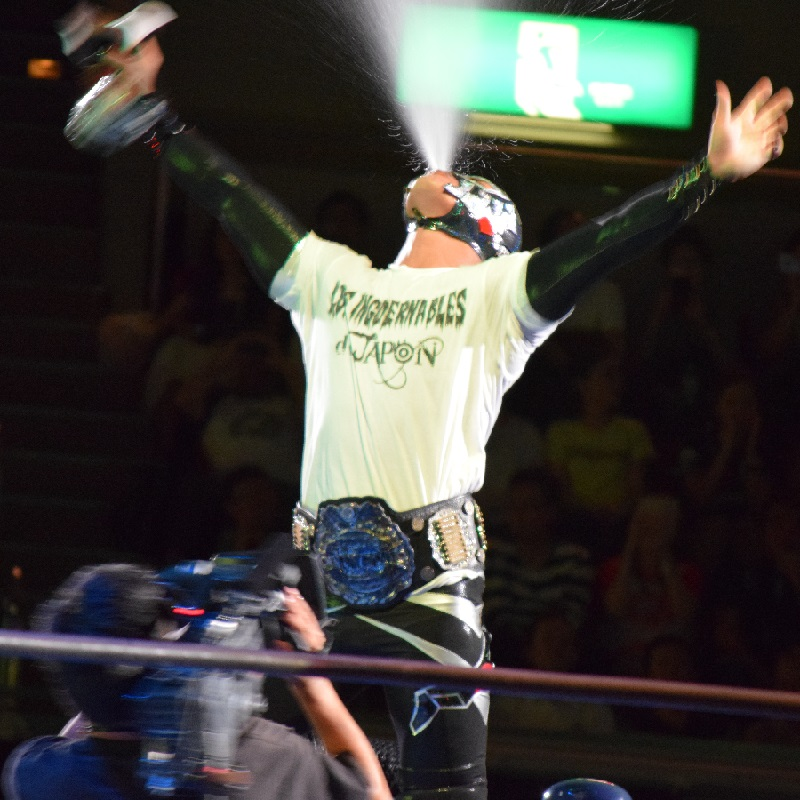
Bushi como Campeón Peso Pesado Junior de la IWGP.

  - AJPW Junior Tag League (2010) – con Super Crazy[9]
  - AJPW U-30 Tag Team Tournament (2008) – con Kushida[10]

- Consejo Mundial de Lucha Libre
  - Campeonato Mundial de Peso Wélter del CMLL (1 vez)

- International Wrestling Revolution Group
  - Campeonato Intercontinental de Peso Ligero de la IWRG (2 veces)

- New Japan Pro-Wrestling
  - IWGP Junior Heavyweight Championship (1 vez)
  - IWGP Junior Heavyweight Tag Team Championship (1 vez) – con Shingo Takagi
  - NEVER Openweight 6-Man Tag Team Championship (4 veces) - con Evil & Sanada (3) y Evil & Shingo Takagi (1)

- Wrestling Observer Newsletter
  - Best Gimmick (2017)  como parte de Los Ingobernables de Japón[11]

- Pro Wrestling Illustrated
  - Situado en el Nº271 en los PWI 500 de 2014[12]
  - Situado en el Nº82 en los PWI 500 de 2016[13]
  - Situado en el Nº200 en los PWI 500 de 2017[14]
  - Situado en el Nº129 en los PWI 500 de 2018[15]